# 1164 (szám)
Az 1164 (római számmal: MCLXIV) az 1163 és 1165 között található természetes szám.

## A szám a matematikában
A tízes számrendszerbeli 1164-es a kettes számrendszerben 10010001100, a nyolcas számrendszerben 2214, a tizenhatos számrendszerben 48C alakban írható fel.
Az 1164 páros szám, összetett szám. Kanonikus alakja 22 · 31 · 971, normálalakban az 1,164 · 103 szorzattal írható fel. Tizenkét osztója van a természetes számok halmazán, ezek növekvő sorrendben: 1, 2, 3, 4, 6, 12, 97, 194, 291, 388, 582 és 1164.
Az 1164 két szám valódiosztó-összegeként áll elő, ezek a 852 és az 1163².

## Csillagászat
- 1164 Kobolda kisbolygó